# 孔永
孔永（？—？），孔子十五代孙，孔捷之子，褒成君孔霸之孙，丞相孔光之侄。

## 建策迎君
元始元年（1年）春正月，汉平帝即位后，中郎将孔永因参与汉哀帝继承人的讨论，东迎中山王刘衎即位，办事周密勤劳，被封为关内侯。

## 以功封侯
元始五年（5年），侍中五官中郎将孔永与平晏、刘歆、孙迁设立明堂、辟雍，万国欢心，被封为宁郷侯，食邑一千户。

## 宁始将军
始建国三年（11年），宁始将军姚恂被免职，侍中崇禄侯孔永继任为宁始将军。

## 继大司马
始建国四年（12年），大司马甄邯去世，宁始将军孔永继任大司马。

## 请辞
始建国五年（13年），孔永请求退休，王莽赐予他坐车一辆、套马四匹，让他以特进的职位参与朝会。